# チタン工業
チタン工業株式会社（チタンこうぎょう、英: Titan Kogyo, Ltd.）は、山口県宇部市に本社を置き、酸化チタンや酸化鉄などを製造販売を行う企業である。東京証券取引所スタンダード市場上場。

## 沿革
- 1936年（昭和11年） 6月22日 - チタン工業株式会社として設立。
- 1938年（昭和13年） 6月 - 宇部工場完成。
- 1962年（昭和37年） 10月 - 東京証券取引所2部に上場。
- 1969年（昭和44年） 6月 - 磁性酸化鉄製造開始。
- 1987年（昭和62年） 9月 - 東京証券取引所1部に指定替え。
- 1993年（平成5年）   7月 - 宇部開発センター完成。
- 2006年（平成18年） 10月 - ｢TKサービス株式会社｣を設立。
- 2010年（平成22年） 10月 - 宇部西工場完成。
- 2019年（令和元年）  7月 - 株式会社東芝との合弁会社｢株式会社 TBM｣を設立。
- 2021年（令和3年）   2月 - 超微粒子酸化チタン製造工場 ST-6 (宇部開発センター内) 完成。
- 2023年（令和5年） 10月 - 東京証券取引所スタンダード市場へ市場変更[2]。

## 事業拠点
- 本社・宇部工場
  - 山口県宇部市大字小串1978番地25
- 宇部開発センター
  - 山口県宇部市大字妻崎開作字作1804番地1
- 東京事務所
  - 東京都中央区日本橋小伝馬町14-7 アクサ小伝馬町ビル5階

- 宇部西工場・株式会社 TBM
  - 山口県宇部市大字妻崎開作1727番地6